# Challenger del Río de la Plata
El Challenger del Río de La Plata fue un torneo profesional de tenis de Argentina jugado en pistas de tierra batida. Tuvo una sola edición y era parte de la categoría ATP Challenger Series.

## Palmarés

### Individuales
| Año  | Campeón    | Finalista              | Resultado |
| ---- | ---------- | ---------------------- | --------- |
| 1981 | Eric Fromm | Fernando Dalla Fontana | 6-2, 6-1  |

### Dobles
| Año  | Campeón                         | Finalisti                              | Resultado     |
| ---- | ------------------------------- | -------------------------------------- | ------------- |
| 1981 | Roberto Carruthers Carlos Lando | Charles Buzz Strode Morris Skip Strode | 0-6, 6-1, 6-3 |